# Alt Langerwisch
Alt Langerwisch, früher gelegentlich auch Altlangerwisch oder Alt-Langerwisch ist ein Wohnplatz im Ortsteil Langerwisch der Gemeinde Michendorf im Landkreis Potsdam-Mittelmark (Brandenburg). Alt Langerwisch war bis 1938 eine selbstständige Gemeinde im damaligen Kreis Zauch-Belzig (Provinz Brandenburg) und wurde in diesem Jahr mit der benachbarten Gemeinde Neu Langerwisch zur Gemeinde Langerwisch vereinigt. Langerwisch wurde 2003 in die (Groß-)Gemeinde Michendorf eingemeindet und ist seither ein Ortsteil, Neu Langerwisch ein Wohnplatz in der Gemeinde Michendorf.

## Lage
Der Ortskern von Alt Langerwisch liegt ca. 2,5 km ostnordöstlich vom namengebenden Ortsteil Michendorf, dem Verwaltungssitz der (Groß-)Gemeinde Michendorf entfernt. Die Bebauung zwischen Alt Langerwisch und Michendorf ist heute quasi durchgehend. Nördlich des Ortskerns von Alt Langerwisch, und nur durch den Torfgraben Saarmund oder Mittelgraben getrennt und ca. 400 Meter entfernt, liegt der Wohnplatz Neu Langerwisch. Die beiden Ortskerne sind seit Jahrhunderten durch eine Damm verbunden. Der Ortskern von Alt Langerwisch liegt auf 42 m ü. NHN.

## Geschichte
Der Ort wurde 1287 erstmals in einer Urkunde erwähnt (alterius Langherwisch, dicte similiter, ad terram Beliz pertinentis). 1303 heißt es in antiquo Langerwisch und 1343 in Oltenlangerwisch. Das Landbuch von 1375 erwähnt den Ort als Langherwisch antiqua. Der Name leitet sich sicher vom Adjektiv lang und mnd. wisch/wische = Wiese ab. Der Name könnte von Longuewesse bei Merdorp, Bezirk Waremme, Belgien übertragen sein. Jedoch gibt es für diesen Ort keine mittelalterliche Belege, sodass Reinhard Fischer eher an eine Neubildung durch niederländische/flämische/niederdeutsche Siedler denkt. Der Ort liegt mit seiner Längserstreckung an einem schmalen, aber sich lang hinziehenden Wiesenstreifen. Alt Langerwisch liegt auf einer Talsandfläche über einer verlandeten Schmelzwasserrinne, die heute die langgestreckte Wiesenfläche zwischen Alt und Neu Langerwisch bildet. Nach seiner Struktur ist Alt Langerwisch ein Straßenangerdorf.
Südöstlich des Ortskerns liegt die Flur Wendemark, die auf eine slawische Siedlung hindeuten könnte. Alt Langerwisch ist sicher in der Zeit der deutschen Ostsiedlung angelegt worden und dürfte noch in der zweiten Hälfte des 12. Jahrhunderts gegründet worden sein.
1287 vereinigte Bischof Heidenreich von Brandenburg die beiden Parochien Neu und Alt Langerwisch. Die Mutterkirche sollte in Neu Langerwisch sein, die Tochterkirche in Alt Langerwisch. Die Einkünfte der beiden Kirchen sollten nach dem Tod der gegenwärtigen Pfarrer den Domherren gehören. 1303 bestätigte Bischof Friedrich die Vereinigung der Parochien der beiden Dörfer Alt Langerwisch und Neu Langerwisch, die sein Vorgänger Heidenreich vorgenommen hatte. Markgraf Hermann von Brandenburg bestätigte 1303 die Vereinigung der beiden Parochien.
1299 hatte bereits Markgraf Hermann von Brandenburg eine jährliche Abgabe in unbestimmter Höhe aus Alt Langerwisch dem Hospital des Klosters Lehnin zur Verpflegung der Kranken überwiesen. 1303 bestätigte Hermann die Vereinigung der Kirchen von Alt Langerwisch und Neu Langerwisch.
1343 schenkte Markgraf Ludwig dem Altar St. Michaelis in der Nicolaikirche in Treuenbrietzen eine jährliche Abgabe von einem Wispel Roggen aus zwei Hufen in Alt Langerwisch.
Das Landbuch von 1375 gibt eine längere Beschreibung über die fälligen Abgaben der Bewohner von Alt Langerwisch und die Nutznießer dieser Abgaben.

„Langenwisch antiqua sunt 42 mansi, quorum plebanus habet 2, prefectus habet 5, tenetur ad equum pheudalem, pro quo dat 1 marcam et ad precariam 3 modios siliginis, 3 ordei et 6 avene. Item prefectus habet super 3 mansis pactum et censum. Ad pactum quilibet 6 modios siliginis, 6 avene; ad censum quilibet 3 solidos den.; ad precariam quilibet 10 denarios, et 3 mansi coniuncti dant simul 1 modium siliginis, 1 modium ordei et 2 modios avene et sic de singulis. Item quilibet mansus 3 vincones, item mansionarii dant simul 9 pullos. Cossati sunt 6, quilibet 10 denarios et unum pullum. Taberna 1 talentum. Fromken Witbritzen, civis in Belitz, habet 4 choros avene cum fratribus a marchione. Cune et Jeneken Schulte, cives in Belitz, habent 3 choros siliginis a marchione. Andreas Holft, civis in Spandow, habet 18 modios siliginis et 30 modios avene. Cûne Witbritzen, civis in Belitz, habet 6 modios siliginis et 1 talentum super taberna a marchione.
Busse de Schonow habet ½ chorum siliginis et 1 chorum avene.
Ad altare in Belitz ½ chorus siliginis et ½ chorus avene.
Item ad aliud altare exulum ½ chorus siliginis.
Item ad altare in Britzena 1 chorus siliginis.
Item Otto Kappût habet ½ chorum siliginis.
Helmir habet ½ chorum siliginis, 1/2 avene, 16 grossos.
Supremum iudicium et servicium curruum habet marchio.
Ager est ibi, qui dicitur dy Wendemark, qui habet 16 mansos, quos colunt rustici de Langerwisch.
Ad pactum dat quilibet 3 modios siliginis et 3 avene.
Hans Witbritzen, civis in Britzena, habet ½ chorum siliginis et 15 modios avene. Busse de Schonow habet 6 modios siliginis et 3 avene. Filii Nycolai Sthenow habent 3 modios siliginis et 3 modios ordei. Otto de Belitz habet 3 modios siliginis.“

Nach dieser Beschreibung gehörte das Dorf dem Markgrafen, dem auch die Wagendienste der Bauern zustanden und der das Obergericht ausübte. Insgesamt lagen auf der Feldmark des Dorfes 42 Hufen, von denen der Pfarrer zwei Freihufen hatte. Der Schulze hatte fünf Freihufen, musste aber dafür (theoretisch) ein Pferd für den Markgrafen für den Kriegsfall bereithalten, das sogenannte Lehnpferd. Die Pferdehaltung hatte er aber schon gegen eine Geldabgabe in Höhe einer halben Silbermark abgelöst. An Bede musste er 3 Scheffel Roggen, 3 Scheffel Gerste und 6 Scheffel Hafer entrichten.
Jede abgabenpflichtige Hufe musste 6 Scheffel Roggen und 6 Scheffel Hafer an Pacht, 3 Schillinge Pfennige an Zins und 10 Pfennige an Bede abgeben. Drei miteinander verbundene Hufen (wohl ein Hof) gaben zusätzlich 1 Scheffel Roggen, ein Scheffel Gerste und 2 Scheffel Hafer. Für jede Hufe mussten außerdem drei Finkenaugen (18 Finkenaugen entsprechen 1 Groschen) gegeben werden. Jeder Bauer gab neun Hühner. Im Dorf gab es sechs Kossätenstellen, von denen jede Stelle 10 Pfennige und ein Huhn geben musste. Der Krug hatte eine Abgabe von einem Talent.
Diese jährlichen Abgaben der Alt Langewischer Bauern, die ursprünglich einmal dem Markgrafen zustanden, waren nun verliehen (oder verkauft) an zahlreiche Personen und Institutionen in der Nachbarschaft. So durfte der Lehnschulze von Alt Langerwisch die Pacht und den Zins von drei Hufen einziehen. Fromken Witbritzen, Bürger in Beelitz, hatte zusammen mit seinen Brüdern vier Wispel Hafer vom Markgrafen zu Lehen. Cune und Jeneken Schulte, Bürger in Beelitz, hatten drei Wispel Roggen vom Markgrafen. Andreas Holft, Bürger in Spandau hatte 18 Scheffel Roggen und 30 Scheffel Hafer. Cûne Witbritzen, Bürger in Beelitz, hatte 6 Scheffel Roggen und ein Talent aus dem Krug. Busse von Schönow hatte ½ Wispel Roggen und einen Wispel Hafer. Ein Altar in Beelitz bezog ½ Wispel Roggen und ½ Wispel Hafer. Der Elendenaltar (altare exulum) bezog ½ Wispel Roggen. Einem Altar in Treuenbrietzen stand 1 Wispel Roggen zu. Otto Kappût hatte das Recht auf einen halben Wispel Roggen, und ein gewisser Helmir bekam einen halben Wispel Roggen, einen halben Wispel Hafer und 16 Groschen von den Einnahmen in Alt Langerwisch.
Die Bauern von Alt Langerwisch bewirtschafteten außerdem ein großes Feld, das nicht zur Feldmark von Alt Langerwisch gehörte, die sogenannte Wendemark, sehr wahrscheinlich die Feldmark eines wüst gefallenen slawischen Dorfes. Dieses Feld umfasste 16 Hufen, von denen jede Hufe jährlich 3 Scheffel Roggen und 3 Scheffel Hafer geben musste. Von diesen Abgaben hatte Hans Witbritzen, Bürger in Treuenbrietzen, einen halben Wispel Roggen und 15 Scheffel Hafer. Busse von Schönow hatte sechs Scheffel Roggen und 3 Scheffel Hafer. Die Kinder des Nycolai Sthenow hatten drei Scheffel Roggen und drei Scheffel Gerste. Otto von Belitz hatte 3 Scheffel Roggen.
Der Ort ist außerdem unter Zarmunt est castrum et opydulum aufgeführt, das heißt, dass es schon damals zur Vogtei der markgräflichen Burg in Saarmund gehörte. Hier sind dann nur die Abgaben gelistet, die zur markgräflichen Burg in Saarmund entrichtet werden mussten.

„Langerwisch 29 mansi, quilibet 1 grossum latum et 2 vincones. Item 36 grossos latos Item 12½ modios siliginis et 12½ modios ordei et 20 modios avene tota villa. Item octo pullos.“

Von den insgesamt 42 Hufen mussten 29 Hufen je einen Breiten Groschen und zwei Vinkenaugen bezahlen, außerdem zusammen noch (extra) 36 Breite Groschen. Der Schulze musste 10 Breite Groschen bezahlen. Das gesamte Dorf musste 12½ Scheffel Roggen, 12½ Scheffel Gerste und 20 Scheffel Hafer sowie acht Hühner aufbringen und zur Burg liefern.
Der Krug wurde 1408 wieder erwähnt, allerdings ohne nähere Angaben. Nach dem Historischen Ortslexikon hatten die von Bardeleben bis 1416 die Abgaben von vier Hufen, die sie in diesem Jahr an einen Murring (= Möhring?) verkauften.
1450 gehörte Alt Langerwisch weiterhin zur Vogtei Saarmund. Auf der Feldmark waren 42 Hufen, davon hatte der Pfarrer zwei Freihufen. Im Schossregister von 1480 fehlt eine entsprechende Eintragung. Die von Schönow hatten von 1486 (?) bis 1545 einen Hof mit 2 Hufen mit allem Recht, der 1545 bis nach 1657 im Besitz der von Schlabrendorff war.
1545 waren nur der Schulze und fünf Bauern in Alt Langerwisch ansässig. Ein Bauer hatte seinen Hof mit zwei wüsten Hufen nicht erblich, sondern als Lehen vom Hauptmann des Amtes Saarmund. Die Bezeichnung wüste Hufen deutet darauf hin, dass sie in der Wendemark lagen.
1576 hatte der Lehnschulze acht Hufen, davon waren 7½ abgabenfreie Hufen und eine halbe Zinshufe. Drei Bauern bewirtschafteten je vier Hufen, ein Bauer hatte zwei Hufen und ein Kossät hatte eine Hufe. Ein Kossät hatte ein Gärtlein von einem halben Morgen und eine Wiese. Der Kirche gehörten zwei Hufen, die aber verpachtet waren, sowie zwei Stück Acker, eine Wiese und ein Gärtlein. Der Pfarrer hatte zwei Hufen, die verpachtet waren, und ein Gärtlein. Das hier erstmals erwähnte Vorwerk des Amtes bestand aus 17 Hufen, 20 Morgen Wiesen, einer Schäferei, einem Garten von einem Morgen und einem Garten von einem halben Morgen bei der Meierei, den der Hofmeier bewirtschaftete.
1616 wohnten der Schulze, vier Hüfner und zwei Kossäten im Ort. 1624 werden genannt: fünf Hufenbauern (inkl. dem Schulzen), zwei Kossäten, ein Pachtschäfer, ein Windmüller und ein Hirte. Die Bauern und Kossäten bewirtschafteten 23 Hufen und die zwei Pfarrhufen.
Aus dem Dreißigjährigen Krieg liegen keine Berichte vor. Das Dorf scheint aber nicht ganz so schlimm betroffen gewesen sein, denn 1652 wohnten schon wieder vier Hufenbauern, ein Schulze und zwei Kossäten im Ort. Allerdings deutet der folgende Eintrag darauf hin, dass auch in Alt Langerwisch während des Dreißigjährigen Krieges die Felder eine geraume Zeit nicht oder zumindest nur teilweise bestellt wurden. Noch im Jahr 1687 wird berichtet, dass der Schulze zwar acht Hufen besaß, eine Hufe jedoch komplett aus der Bewirtschaftung fiel, da sie völlig bewachsen war. Auch bei den drei Vierhufenbauern war jeweils eine Hufe bewachsen. Bei einem Zweihufenbauern war noch eine halbe Hufe bewachsen. Lediglich der Einhufenbauer bewirtschaftete die volle Fläche, ebenso ein Kossät. Eine Kossätenstelle war nicht besetzt. Im Dorf hatten sich aber wieder andere Personengruppen angesiedelt, so ein Leineweber, ein Braukrüger, ein Kuhhirte, ein Amtsschäfer, zwei Knechte und ein Windmüller. Die dörfliche Feldmark bestand aus 23 Hufen, von denen 15½ Hufen abgabenpflichtig waren. Auf jeder Hufe konnten 4½ Scheffel Sommer- und sechs Scheffel Wintersaat ausgebracht werden.
1732 wohnten sieben Bauern im Dorf, einschließlich des Lehnschulzen. Hier sind allerdings die zwei Kossäten unter die Bauern gerechnet worden. In einem Schriftstück von 1745 wird wieder zwischen Bauern und Kossäten unterschieden; so wohnten in Alt Langerwisch fünf Bauern und zwei Kossäten. Außerdem gab es eine Schäferei. 1757 waren nun (nachweislich) auch die 1687 noch bewachsenen Hufen wieder in Bewirtschaftung. So bewirtschaftete der Erbschulze acht Hufen, drei Bauern besaßen je vier Hufen und ein Bauer hatte zwei Hufen. Ein Kossät bewirtschaftete ein Hufe, und ein Kossät wird als Halbkossäte beschrieben. Im Dorf wohnten außerdem fünf Büdner, zwei Paar Hausleute und eine Witwe.
1772 werden genannt: ein Freischulze, drei Bauern, sieben Kossäten und ein (Wind-)Müller. Büsching beschreibt 1775 noch die Amtsschäferei.
Bratring beschrieb Alt Langerwisch 1801 als Dorf und Amtsvorwerk. Im Dorf gab es drei Ganzbauern, einen Halbbauern, zwei Kossäten, vier Büdner, neun Einlieger, eine Windmühle und einen Krug. Zum Gemeindebezirk gehörten 43 Morgen Holz. Auf der Feldmark waren insgesamt 23 Bauernhufen und 16 Lehnhufen. Im Dorf gab es 19 Feuerstellen (Wohngebäude).
1804 nahm der frühere Oberförster der Oberförsterei Kunersdorf Johann Ludwig Kühne das Amt Saarmund in Generalpacht. Zum Amt Saarmund gehörten damals das Amtsgehöft in Saarmund und die Vorwerke in Alt Langerwisch, Fahlhorst, Saarmund und Schenkendorf.
1816 beschwerte sich die Gemeinde Alt Langerwisch über den Amtsrat Kühne wegen Beeinträchtigung ihrer Hütung, Bedrückung durch Hofdienste und wegen nicht ordentlicher Verwaltung des Lehnschulzenamtes.
1837 standen im Dorf einschließlich des Rittergutes 24 Wohnhäuser.
1860 hatte die Landgemeinde 197 Einwohner. Im Gemeindebezirk standen ein öffentliches Gebäude, 30 Wohngebäude und 31 Wirtschaftsgebäude (darunter eine Getreidemühle). Zum Gemeindebezirk gehörten 18 Morgen Gehöfte, 5 Morgen Gartenland, 701 Morgen Acker und 24 Morgen Wiese, zusammen 748 Morgen. Hier nur zum Vergleich, der Gutsbezirk Alt Langerwisch hatte eine Fläche von 1523 Morgen.
1885 hatte der Gemeindebezirk eine Fläche von 289 ha, davon waren 201 ha Ackerflächen, 23 ha Wiesen und 39 ha Wald. Vergleichsweise war der Gutsbezirk Alt Langerwisch mit 618 ha wesentlich größer. 1900 standen im Gemeindebezirk 39 Häuser. Schon 1911 wurde der Gutsbezirk Alt Langerwisch mit dem Gemeindebezirk vereinigt. 1920 wurde die freiwillige Feuerwehr Alt Langerwisch gegründet. Anlässlich der Anschaffung einer Handdruckspritze wurde 1925 das Feuerwehrhäuschen errichtet, das unter Denkmalschutz steht.

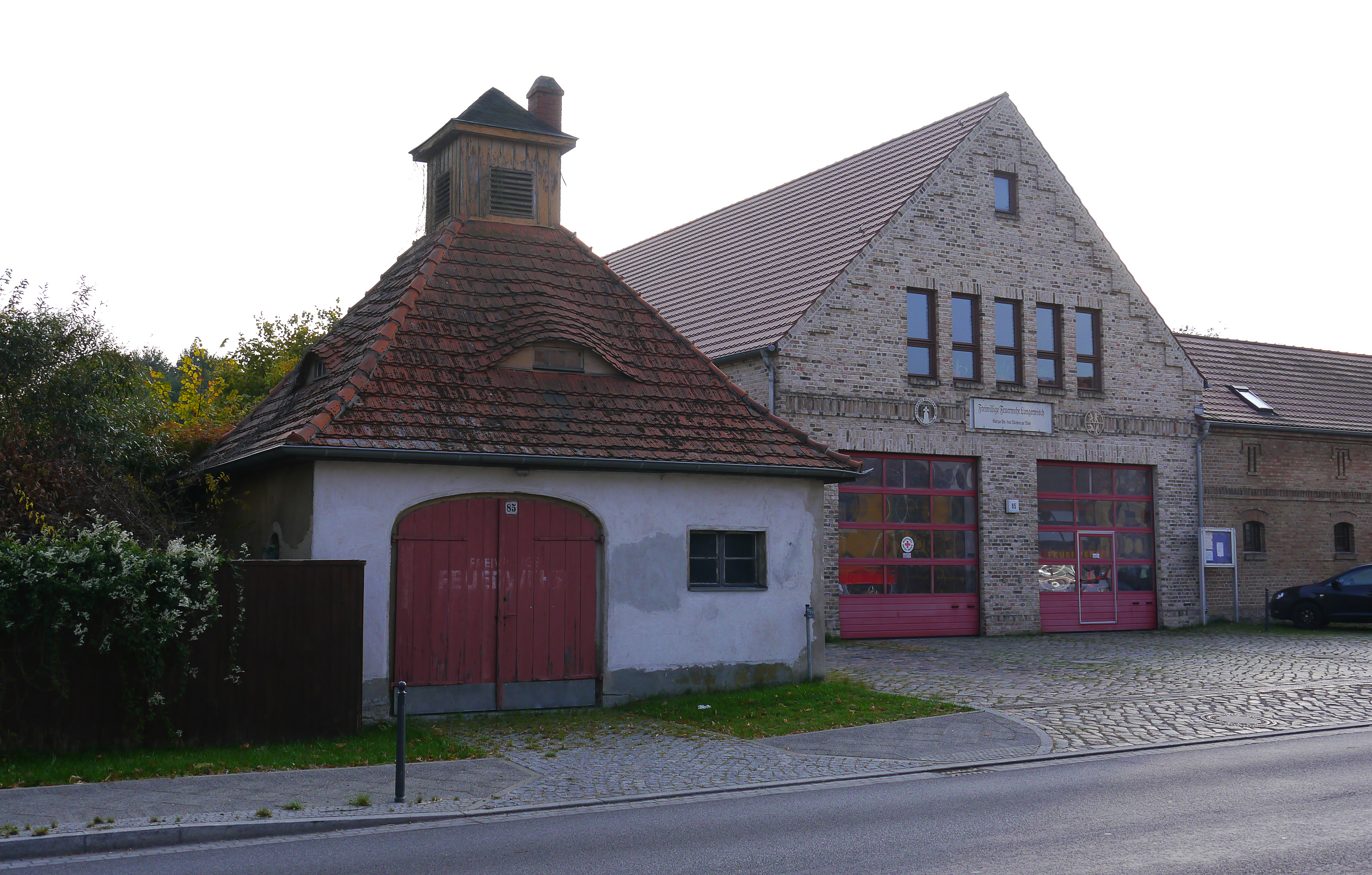
Altes Spritzenhaus und neues Feuerwehrgebäude in Alt Langerwisch

1931 hatte die Gemarkung der Landgemeinde Alt Langerwisch eine Fläche von 617 ha. Im Dorf gab es 87 Wohnhäuser mit 128 Haushaltungen. 1938 erfolgte die Vereinigung der Gemeinden Alt Langerwisch und Neu Langerwisch.

## Das Vorwerk Alt Langerwisch
Bis 1576 war im Ort aus 17 Hufen ein Vorwerk des Amtes gebildet worden. Zum Vorwerk gehörten außerdem 20 Morgen Wiese, eine Schäferei, ein Garten von einem Morgen und ein Garten von einem halben Morgen bei der Meierei, den der Hofmeier bewirtschaftete. Das Vorwerk wurde bereits seit 1718 verpachtet.
1757 umfasste das Amtsvorwerk 841 Morgen 149 Quadratruten, davon waren 759 Morgen 147 Quadratruten Acker, 79 Morgen 87 Quadratruten Wiesen, und 2 Morgen 950 Quadratruten Garten. Auf dem Hof wurden 8 Kühe, 4 Stück Güstevieh und 1000 Schafe gehalten, außerdem Schweine und Federvieh, deren Anzahl nicht weiter spezifiziert ist. Das Pächterhaus war das jetzige Gasthaus Altes Schloss in der Straße des Friedens. Nach verschiedenen Quellen soll es 1709 oder „angeblich um 1730“ errichtet worden sein. Nach Wendland und Wendland kann es jedoch aus dieser Zeit stammen. 1730 wurde ein Inventar des Vorwerks angelegt und darin auch das Pächterhaus beschrieben. Die Beschreibung des Gebäudes im Inventar von 1730 stimmt nicht mit dem heutigen Gebäude überein. Nach einer in den Putz geritzten Inschrift über dem Hintereingang wurde es 1779 erneuert.
1816 kaufte Johann Ludwig Kühne, der Oberförster der Oberförsterei Kunersdorf, die Amtsvorwerke in Saarmund und Alt Langerwisch. (nach Riehl und Scheu bereits 1811) Er hatte 1813 bereits das dortige Lehnschulzengut gekauft und war nach Alt Langerwisch gezogen. Das frühere Amtshaus in Saarmund verkaufte er an den dortigen Fabrikanten Busse. Kühne war mit Johanna Friederike Arendt verheiratet. Kühne hatte auch die Dörfer Fahlhorst und Philippsthal gekauft. Am 19. November 1831 starb Johann Ludwig Kühne in Alt Langerwisch. Seine Witwe, unterstützt von ihrem Sohn Eduard August Kühne, übernahm zunächst die Wirtschaft. 1841 ist auch Johanna Friederike Kühne geb. Arendt gestorben. Nach Fidicin gehörten die Güter Saarmund, Alt Langerwisch, Fahlhorst und Philippsthal bis 1857 den Amtsrat Kühneschen Erben. Dann übernahm der ältere Sohn Eduard August die Güter Fahlhorst und Philippsthal, der jüngere Sohn Ludwig/Louis Kühne die Vorwerke Alt Langerwisch und Saarmund sowie das Lehnschulzengut in Alt Langerwisch. Das Gut in Alt Langerwisch hatte keine Rittergutsqualität und hatte nur die Kreistagsfähigkeit, das heißt, der Besitzer war nur im Kreistag vertreten, nicht im Landtag.
1860 hatte der Gutsbezirk Alt Langerwisch eine Fläche von zusammen 1523 Morgen, davon waren 14 Morgen Gehöfte, 7 Morgen Gartenland, 1174 Morgen Acker, 28 Morgen Wiese und 300 Morgen Wald. Adolf Frantz gibt als Besitzer lediglich Kühne an. Das Gut war nur kreistagsfähig, das heißt, Kühne saß nur im Kreistag, nicht im Landtag. 1860 standen im Gutsbezirk sechs Wohngebäude und 12 Wirtschaftsgebäude. Es gab außerdem einen Abbau (ein abgesondertes Gebäude).
1864 ging Ludwig/Louis Kühne in Konkurs, angeblich wegen Spielschulden. Das Konkursverfahren konnte dann aber erst 1871 abgeschlossen werden.
Der Rentier August Claude kaufte 1865 aus der Konkursmasse die Vorwerke Alt Langerwisch und Saarmund, das Lehnschulzengut zu Alt Langerwisch und das Bürgergut in Saarmund für 134.000 Taler. Im Generaladressbuch von 1879 ist er als kaiserlich-russischer Rittmeister Claude de Trimullie bezeichnet. Die Größe des Gutes wird nun erstmals in Hektar angegeben. Die Gesamtgröße betrug 608,70 ha, davon waren 244,01 ha Acker, 13,91 ha Wiesen, 16,50 ha Weide, 75,53 ha Wald und 258,75 ha Wasser. Der Grundsteuerreinertrag war auf 2814,36 Mark festgesetzt. Völlig unklar bei diesen Flächenwerten ist, wo die große Wasserfläche (sprich See) gelegen haben soll, die zum Gut Alt Langerwisch gehört haben soll. Es kann sich dabei im Grunde nur um den Großen Seddiner See (und Kleinen Seddiner See?) gehandelt haben, die in etwa diese Größe hatten.

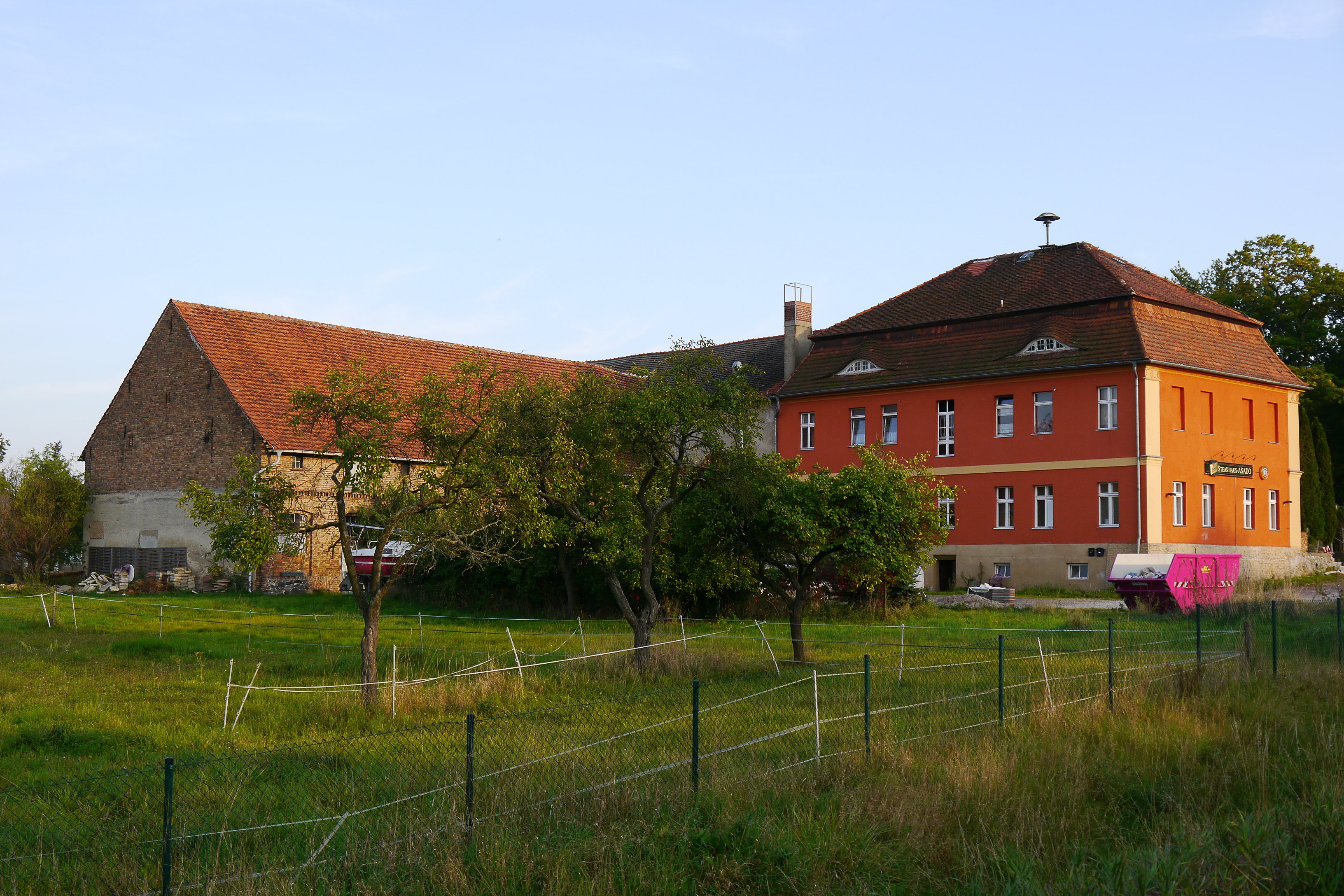
Altes Schloss, ehemaliges Pächterhaus, 1816 vereinigt mit dem Lehnschulzengut

1885 war das Alt Langerwischer Gut (zusammen mit dem Gut in Saarmund) in den Besitz des Kaufmanns Friedrich Wilhelm Naundorff sen. (Firma Hengstmann, Glas-, Porzellan- und Majolikawaren, Vertretung der Porzellanmanufaktur Meißen, in Berlin, Kreuzbergstr. 62) gekommen. Es werden als Gesamtgröße 622 ha angegeben, davon waren 249 ha Acker, 14 ha Wiese, 17 ha Weide, 77 ha Wald und 265 ha Wasser. Der Grundsteuerreinertrag ist nun mit 2814 Mark beziffert. Güterdirektor und Bevollmächtigter war Alexis Claude in Saarmund. 1888 war das Vorwerk im Besitz von Bankier Max Marcus (1831–1911).
1890 (nach anderer Quelle bereits 1888) soll das Gut geteilt worden sein. Das Gutshaus in Ortsmitte einschließlich 130 Morgen wurde von der Bauernfamilie Zimmermann erworben. Von 1907 bis 1911 wohnte der Lyriker Peter Huchel als Kind bei seinen Großeltern in diesem Gutshaus. Nach ihm ist die Peter-Huchel-Chaussee in Langerwisch benannt, die die beiden Wohnplätze Alt Langerwisch und Neu Langerwisch miteinander verbindet und dann weiter bis zum Goetheplatz in Wilhelmshorst führt, in dessen Nähe der Lyriker ein Wohnhaus besaß.
Max Marcus ließ sich südlich des Wegs nach Saarmund ein neues Gutshaus (mit kleinem Park zwischen Saarmunder Weg und Gutshaus) und neue Wirtschaftsgebäude südlich des Gutshauses errichten. Nach Carla Krüger soll dagegen erst der übernächste Besitzer des Gutes Max Orenstein das sogenannte Schlößchen beim Gut nicht weit von der Straße nach Saarmund erbaut haben. Anfang des 20. Jahrhunderts verbrachte die spätere Nobelpreisträgerin Nelly Sachs häufig ihre Ferien in diesem Gutshaus. Das Schlößchen wurde im Winter 1948/49 laut dem Befehl 209 abgerissen. Max Marcus verlagerte nicht nur das Gut aus der Ortsmitte von Alt Langerwisch, sondern richtete südöstlich des Ortskerns eine Ziegelei ein. Der dort abgebaute Ton wurde mittels einer Feldbahn zur Ziegelei in Michendorf transportiert.

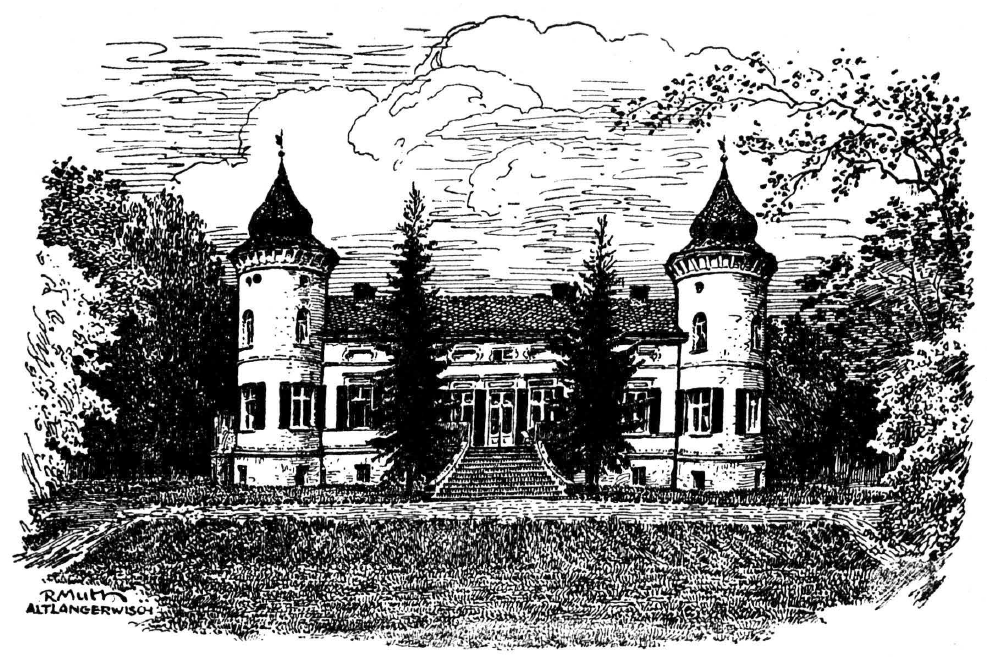
Gutshaus Alt Langerwisch, Zeichnung Richard Muth

1896 war das Gut in Alt Langerwisch in den Besitz von G. Vogler (Offene Handelsgesellschaft) in Quedlinburg übergegangen. 1902 wurde es an Max Orenstein (1854–1933), Eisenbahnindustrieller, Civilingenieur und Kaufmann in Berlin, wohnhaft in der Friedrich-Wilhelmstr. 5, verkauft, der es nachweislich bis 1921 besaß. 1907 war das Gut in Parzellen verpachtet, 1914 wurde es von einem Verwalter namens Kubens bewirtschaftet. 1900 gehörten allein 22 Alt Langenwischer Häuser zum Gutsbezirk. 1911 wurde der Gutsbezirk aufgelöst und mit der Gemeinde vereinigt.
1923 gehörte das Rittergut schließlich Jean Baptiste Coupienne jr. (1877–1938), (Leder-)Fabrikbesitzer in Mülheim a. R.; Verwalter des Guts war ein Inspektor Schneider. Das Gut umfasste damals insgesamt 260 ha, davon waren 50 ha Acker, 3 ha Wiesen, 6 ha Weiden, 200 ha Holz und 1 ha Unland (nicht zu bewirtschaftendes Land). Auf dem Hof wurden 8 Pferde, 4 Kühe und 30 Schweine gehalten.
1928 und 1931 gehörte das Rittergut in Alt Langerwisch dem E. Paul Funk. Es hatte eine Gesamtgröße von 260 ha, davon waren 50 ha Acker, 3 ha Wiesen, 6 ha Weiden, 200 ha Holzung, und 1 ha Unland. Auf dem Hof wurden 10 Pferde, 25 Stück Rindvieh, davon 15 Kühe und 60 Schweine gehalten. 1931 war Johannes Last Gutsinspektor. Die weitere Geschichte des Gutes ließ sich bisher noch nicht ermitteln.
Heute befinden sich auf dem ehemaligen Gutsgelände ein Pferdehof und ein Gartencenter, das Rosengut Langerwisch.
| Jahr      | 1772 | 1801 | 1817 | 1840 | 1858   | 1871   | 1885   | 1895   | 1905    | 1914 | 1925 |
| Einwohner | 118  | 141  | 153  | 218  | 197/35 | 199/49 | 203/43 | 220/93 | 233/155 | 409  | 565  |

## Kirchliche Geschichte
Bis 1287 war die Kirche in Alt Langerwisch Mutterkirche. Sie wurde dann in diesem Jahr mit der Kirche in Neu Langerwisch uniert und zur Tochterkirche von Neu Langerwisch herabgestuft. Um 1450 gehörte die Parochie Neu Langerwisch mit der Tochterkirche Alt Langerwisch zur Sedes Treuenbrietzen. Um 1500 wurde die Parochie Neu Langerwisch zur Sedes Beelitz transferiert. Die Parochie Neu Langerwisch gehörte dann von 1573 bis nach 1721 zur Inspektion Beelitz. Noch vor 1748 wurde sie der Inspektion Potsdam zugewiesen. Diese wurde 1806 in Superintendentur Potsdam umbenannt. Von 1641 bis 1699 wurde sie vom Pfarrer von Saarmund kuriert. Die Parochie bestand damals aus Neu Langerwisch, Alt Langerwisch, Michendorf und Caputh.
Das Kirchenpatronat stand dem Kurfürsten, später dem Fiskus (Amt Saarmund) zu. Der Pfarrer hatte, bereits 1375 erwähnt, ebenso 1450, 1576, 1624 zwei Pfarrhufen. 1575 wurde berichtet, dass der Pfarrer einen Pfarrhof mit 2 Hufen hatte. Im Pfarrhof konnte man 1 Scheffel Roggen säen. 1576 waren die zwei Pfarrhufen verpachtet, die Pfarre hatte außerdem noch ein Gärtlein. Die Kirche hatte 1575 zwei Hufen, die jährlich 8 Scheffel Roggen an Pacht einbrachten. Außerdem gehörten der Kirche noch zwei Stücke Land, eine Wiese und ein Garten hinter dem Kirchhof. Der Kirchhof befand sich an der Wildenbrucher Straße.
Der Küster hatte eine jährliche Besoldung in Höhe von 13 Scheffeln Roggen (Scheffelkorn), 18 Brote und drei 3 Mandeln Eier.
Die Kirche wurde im Dreißigjährigen Krieg beschädigt. Sie soll um 1770 abgebrochen worden sein. Sie stand im alten Friedhof an der Wildenbrucher Straße. Die Kirchenglocken wurden zunächst in einem hölzernen Glockenstuhl im Friedhof aufgehängt. Die Reste des Glockenstuhls wurden in den 1960er Jahren beseitigt. 1936 wurde ein neuer Begräbnisplatz am Beelitzer Weg angelegt. Dadurch nahm die Zahl der Beerdigungen im alten Friedhof stark ab. Die letzte Bestattung auf dem alten Friedhof fand 1970 statt. Der alte Friedhof ist heute stark verwildert. Die alten Grabsteine, teils noch stehend, teils umgestürzt und beschädigt, sind stark überwachsen. Die Stelle der abgerissenen Kirche ist im Friedhof durch eine leichte Erhöhung noch zu erkennen.

## Die Windmühle

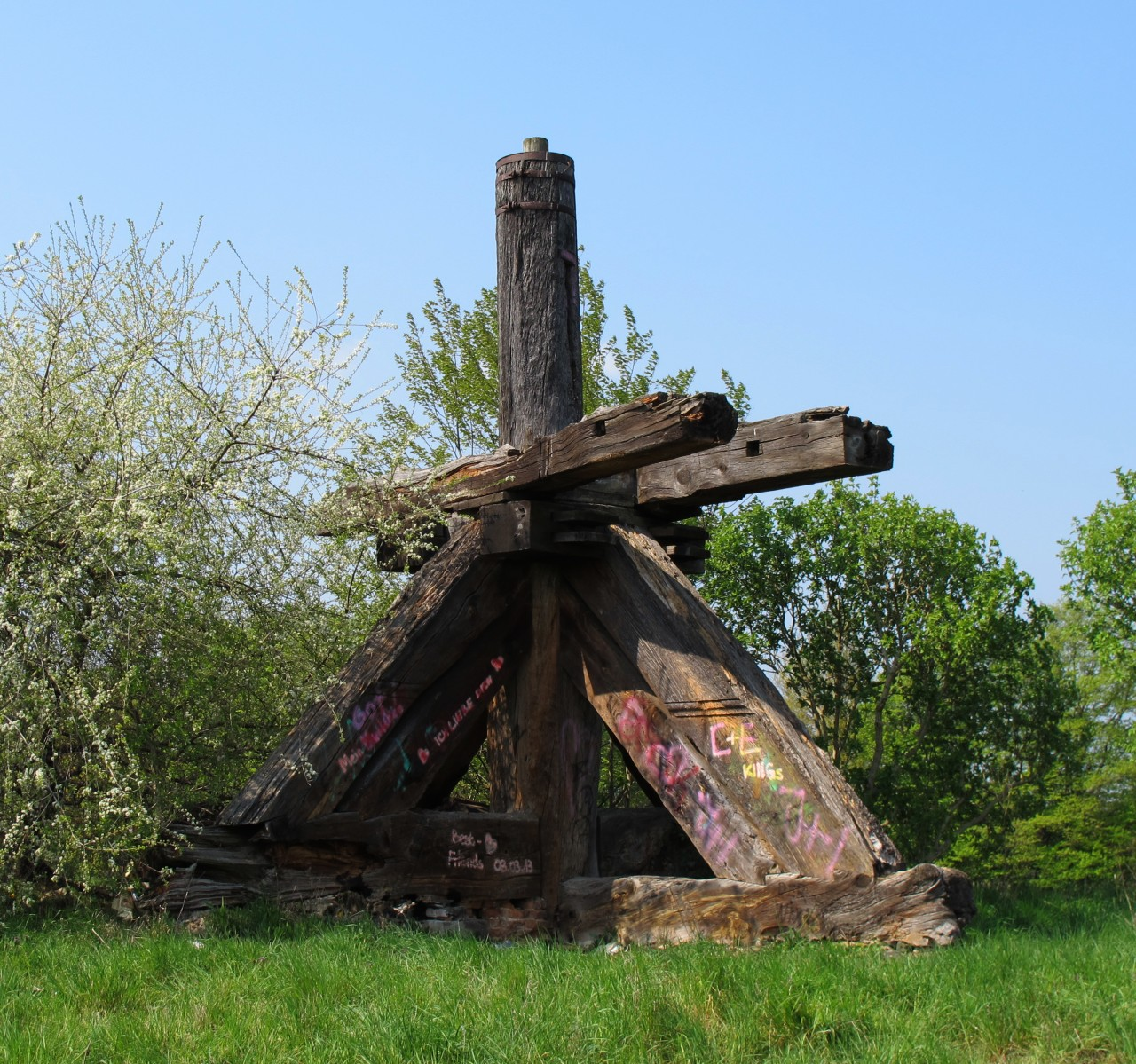
Reste der Bockwindmühle Alt Langerwisch

Alt Langerwisch besaß schon früh eine Windmühle. Nach Thiede soll bereits 1574 eine Windmühle in Alt Langerwisch gestanden haben. Das Historische Ortslexikon erwähnt erst für 1616 einen Windmüller. Ob diese Windmühle den Dreißigjährigen Krieg überstand, ist nicht bekannt. Aber bereits 1687 ist wieder ein Windmüller genannt. 1724 brannte diese Windmühle ab. Der Wiederaufbau verzögerte sich, 1727 wurde der Antrag auf Bauunterstützung erneuert, sodass die Mühle wohl 1728/30 neu aufgebaut wurde. 1731 sind wieder Abgaben der Mühle verzeichnet. Nach anderer Quelle soll der heutige Mühlenstumpf von einer Mühle stammen, die 1709 erbaut worden ist. 1772 ist der (Wind-)Müller erneut erwähnt. Die Schmettaukarte von 1767/87 verzeichnet diese Mühle am Standort der letzten Windmühle (von der nur noch ein Rest vorhanden ist) südlich des Ortskerns (Lage: )

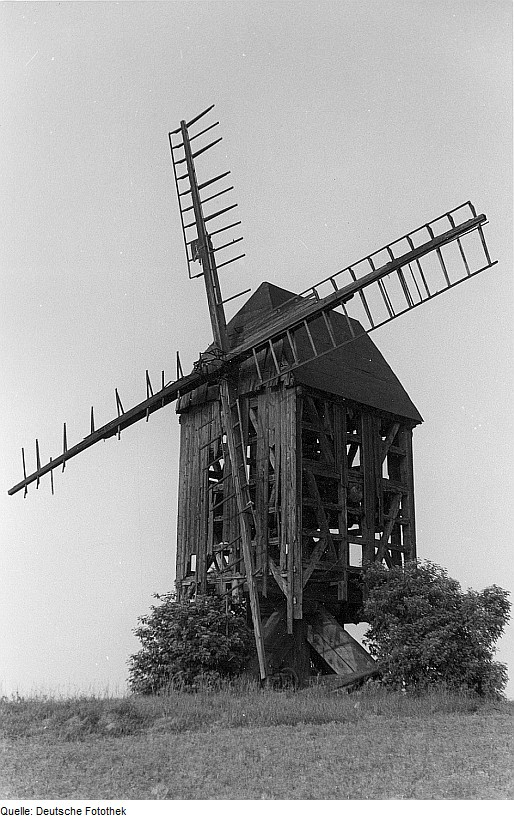
Die Alt Langerwischer Bockwindmühle, Zustand 1973

1816/17 plante Amtsrat Kühne den Bau einer neuen Bockwindmühle in Alt Langerwisch. 1822 wurden die Abgabenverhältnisse der Mühle des Amtsrates Kühne reguliert, d. h., es war tatsächlich eine neue Bockwindmühle erbaut worden. Auch die Gemeinde Michendorf gibt für die Mühle dieses Baudatum an. 1829 verkaufte Amtsrat Kühne seine Erbpachtsbockwindmühle an den Meistbietenden. In der Deckerkarte von 1816/19 ist nur eine Windmühle eingezeichnet, ebenso im Urmesstischblatt Nr. 3644 Potsdam von 1835. Der heutige Rest einer Bockwindmühle gehört demnach zu der 1816/17 von Amtsrat Kühne neu errichteten Bockwindmühle.
Ab 1828 (bis 1990) gehörte die Windmühle einer Müllerfamilie namens Kartzow – Karzow oder auch Carzow geschrieben. 1851 ist ein Müller namens Johann Karzow erwähnt. 1862 ist dieser Müller im Amtsblatt nur Carzow genannt. Die Windmühle blieb wohl im Familienbesitz; 1935 gehörte sie Paul Karzow/Carzow, ebenso 1949. Lindner schrieb 1937, dass ein Motor eingebaut werden sollte. 1949 ist Paul Carzow als Landwirt bezeichnet. Die Mühle wurde 1955 stillgelegt. Wagenbreth beschreibt sie 1994 als ruinös. 2002 wurde die Bockwindmühle bei einem Sturm zerstört. Heute sind nur noch der Bock und ein Teil des Hausbaums erhalten. Das zugehörige Müllergehöft lag auf der östlichen Seite der Wildenbrucher Straße, gegenüber der Einmündung der Mühlenstraße.

## Kommunalpolitische Geschichte
Alt Langerwisch liegt in der historischen Landschaft der Ostzauche, die noch im 13. Jahrhundert terra Belitz genannt wurde. In der Frühen Neuzeit bildete sich daraus zusammen mit der westlichen Zauche der Zauchesche Kreis heraus. In der Kreisreform von 1816 wurde der Zauchesche Kreis mit dem ehemals sächsischen Amt Belzig zum Kreis Zauch-Belzig vereinigt. Im 19. Jahrhundert bildeten sich der Gemeindebezirk und der Gutsbezirk Alt Langerwisch heraus. Zum 1. April 1911 wurde der Gutsbezirk Alt Langerwisch mit dem Gemeindebezirk Alt Langerwisch zur Landgemeinde Alt Langerwisch vereinigt. Die Gemeindelexika von 1888 (Stand 1885) und 1898 (Stand: 1895) weisen keine Wohnplätze in der Gemeinde aus.
Das Amt Potsdam wurde 1872/74 aufgelöst. Die hoheitlichen Aufgaben wurden nun den Kreisen und den neuen Amtsbezirken übertragen. Alt Langerwisch wurde dem Amtsbezirk Nr. 20 Saarmund des Kreises Zauch-Belzig zugeordnet. Als Amtsvorsteher wurde der Fabrikbesitzer Busse in Saarmund eingesetzt.
Zum 1. April 1938 wurden die Gemeinden Alt Langerwisch und Neu Langerwisch zur neuen Gemeinde Langerwisch zusammengeschlossen. In der Kreisreform von 1952 in der damaligen DDR wurde der Kreis Zauch-Belzig aufgelöst, und Langerwisch wurde dem neuen Kreis Potsdam-Land zugeordnet. 1964 und 1973 war Alt Langerwisch ein Ortsteil von Langerwisch.
Nach der Wende und Bildung des Landes Brandenburg existierte dieser Kreis noch bis 1993 als Landkreis Potsdam-Land weiter. Im Zuge der Gemeindeverwaltungsreform von 1992 erfolgte die Bildung der Ämter im Land Brandenburg. Langerwisch schloss sich mit fünf anderen Gemeinden, darunter auch Michendorf zum Amt Michendorf zusammen. Mit der Kreisreform von 1993 wurde der Landkreis Potsdam-Land zusammen mit den Kreisen Belzig und Brandenburg-Land zum Landkreis Potsdam-Mittelmark vereinigt. Zum 26. Oktober 2003 wurden die sechs Gemeinden des Amtes Michendorf zur neuen amtsfreien (Groß-)Gemeinde Michendorf zusammengefasst und das Amt aufgelöst. Seither ist Langerwisch ein Ortsteil der (Groß-)Gemeinde Michendorf, Neu Langerwisch hat den Status eines Wohnplatzes.

## Münzhortfund in Alt Langerwisch
Im September 1750 fand der Bauernsohn Christian Bergemann beim Graben eines Kellers im väterlichen Hause einen Hort aus „6 Pfund 6½ Lot“ silberne Münzen, die zum größeren Teil zerbrochen waren. Sie stammten aus den mitlern zeiten der Anhaltischen Markgrafen.